# Arne Rastad
Arne Rastad (ur. 2 sierpnia 1952 w Odense) – duński piłkarz występujący na pozycji obrońcy.

## Kariera klubowa
Rastad karierę rozpoczynał w sezonie 1970 w drugoligowym zespole Køge BK. W debiutanckim sezonie awansował z nim do pierwszej ligi. W 1974 roku przeszedł do niemieckiego TSV 1860 Monachium, grającego w 2. Bundeslidze. Wystąpił w niej jeden raz, 4 sierpnia 1974 w przegranym 0:1 meczu z Wormatią Worms. W 1975 roku wrócił do Køge. W sezonie 1975 zdobył z nim mistrzostwo Danii. W sezonie 1978 spadł z zespołem do drugiej ligi, ale w następnym awansował z nim z powrotem do pierwszej. Występował w niej do końca kariery w 1985 roku.

## Kariera reprezentacyjna
W reprezentacji Danii Rastad zadebiutował 2 maja 1973 w zremisowanym 1:1 meczu eliminacji Mistrzostw Świata 1974 z Czechosłowacją. W drużynie narodowej rozegrał 2 spotkania, oba w 1973 roku.